# Gosu (expresión)
La palabra gosu (del coreano 고수, escrito en hangul, o 高手, en hanja, "campeón", literalmente "alta [高, go] mano [手, su]") en español, se utiliza principalmente en los círculos de aficionados a la informática y los videojuegos significando a un jugador de calidad superior de videojuegos; es decir para indicar al videojugador fanático, que además es considerado un experto o profesional de los videojuegos. La expresión es especialmente usada en juegos muy populares como StarCraft, Halo 3, Diablo 2, League of Legends, Warcraft III , World of Warcraft y Dota 2 , a pesar de su origen coreano se ha extendido enormemente debido a la amplia presencia sur coreana en las comunidades de jugadores. 
También aplicada para describir algunas acciones dentro de estos círculos de aficionados. Así se habla por ejemplo de una gosu replay refiriéndose a una repetición de una partida de un juego de estrategia que ha resultado espectacular.

## Descripción
Se considera Gosu a aquella persona que tiene una habilidad destacable en los juegos. El Gosu dedicará todo su potencial al dominio casi total del videojuego, para ser un maestro del juego. A diferencia de los cheaters, el gosu no utilizaría cheats para triunfar o destacar en el juego, ya que no obtendría honor y orgullo al utilizar medios ajenos a su propia capacidad.
En casos extremos un Gosu puede llegar a sacrificar sus relaciones personales y su salud física y mental para dedicarse exclusivamente a jugar un videojuego en particular, con el solo fin de lograr llegar a convertirse en un maestro del juego; y de esta forma ser reconocido por otros Gosu.

### Orígenes
En el idioma coreano, la palabra gosu se usaba originalmente para referirse a una persona con gran habilidad, normalmente en las artes marciales o en el baduk; y posteriormente aplicada también a los videojuegos.
En Corea, además de gosu, se usan también normalmente las palabras coreanas joongsu para referirse a un jugador ligeramente bueno, hasu para indicar a un jugador principiante, y chobo para denotar un jugador mediocre. Las palabras "chobo" y "hasu" indican el mismo nivel de habilidad, pero "hasu" es una palabra más política/técnica de describir al jugador principiante no experto (un equivalente a newbie), e implica un deseo de respeto general frente a esa persona a pesar de sus habilidades. En cambio "chobo" es una manera más despectiva e insultante de describir al jugador (un equivalente a lamer), con la cual se desea indicar la inferioridad de la persona a la cual se está describiendo.
En inglés existen también diversos retroacrónimos procedentes del término coreano. La mayoría originados en la comunidad de StarCraft. Son "Graduate of StarCraft University", "God Of StarCraft Universe" o "Guardian of StarCraft Universe". También hay otras palabras como "Manseh" que es como Viva o Urra, también "jinjja y jongmal" que significan en realidad o de verdad.[cita requerida]